# Preistoria della Francia

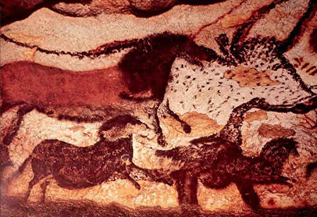
Grotte di Lascaux

La preistoria della Francia comprende il lasso di tempo che va dall'apparizione delle prime forme di vita umane (inclusi gli ominidi) alla comparsa delle fonti scritte (età del ferro). Strumenti in pietra indicano che le prime tracce di frequentazione umana nel territorio dell'odierna Francia risalgono a circa 1,57 milioni di anni fa.

## Paleolitico

### Paleolitico superiore
I primi Homo sapiens (Uomo di Cro-Magnon) si stabilirono nel continente europeo a partire dal 43.000 a.C. circa. Le pitture parietali delle grotte di Lascaux, nella Francia meridionale, fra i più antichi esempi di arte nella storia dell'umanità, sono datate al 18000 a.C. circa.

## Mesolitico
Nel mesolitico la Francia sud-occidentale e la Spagna si caratterizzano per l'aspetto culturale detto Aziliano che co-esisteva con altre simili culture mesolitiche europee come il Tjongeriano dell'Europa nord-occidentale, la cultura di Ahrensburg nel nord Europa e la cultura swideriana dell'Europa nord-orientale.
L'Aziliano venne succeduto dal Sauveterriano nella Francia del sud ed in Svizzera.

## Neolitico

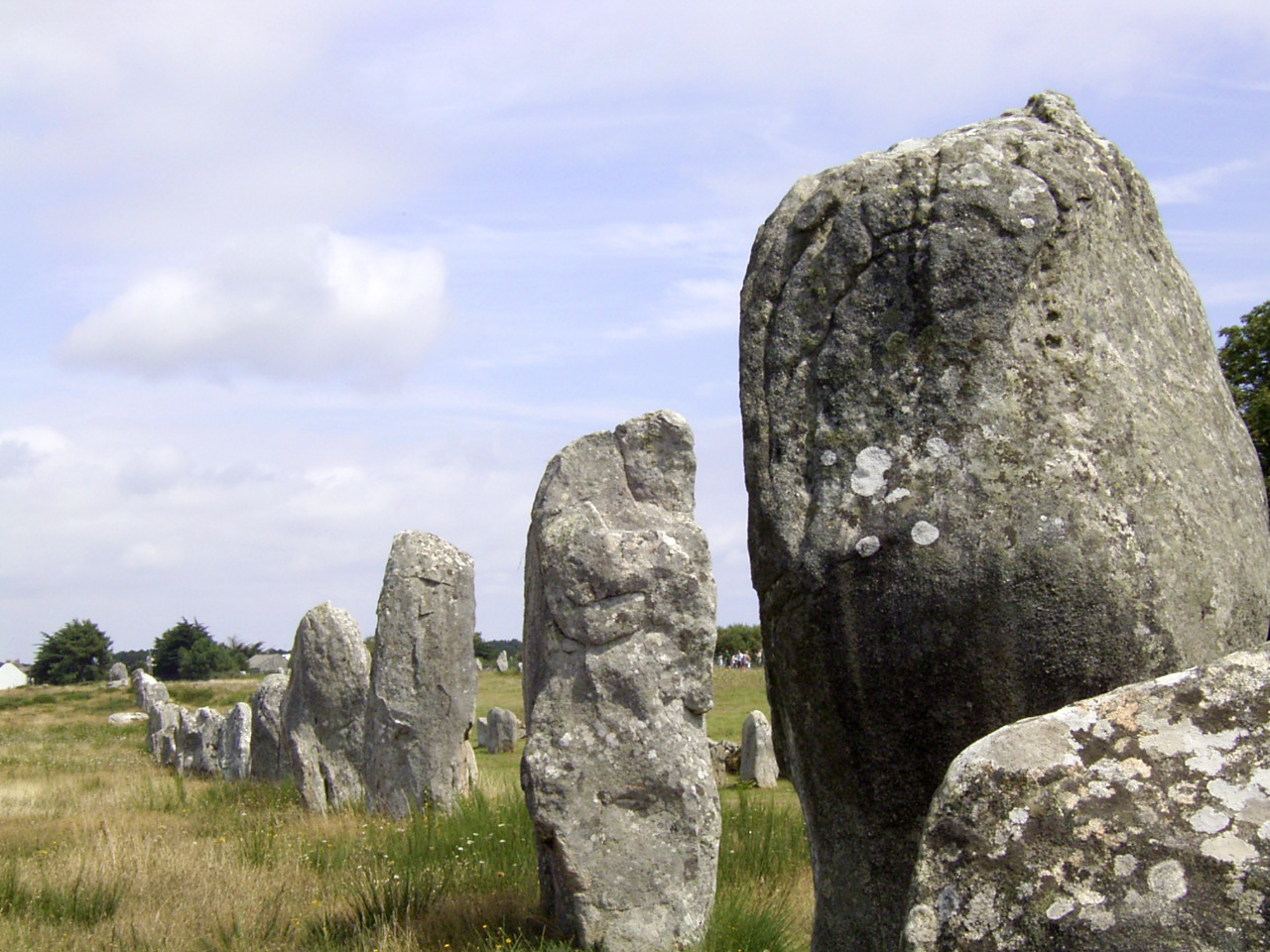
Il sito di Carnac.

I siti archeologici del neolitico in Francia includono manufatti della cultura della ceramica lineare (5500-4500 a.C.), della ceramica cardiale (5500 a.C.), della cultura di Rössen (4500-4000 a.C.) e della cultura di Chassey (4500-3000 a.C.). 
Monumenti megalitici come i dolmen, i menhir, i cerchi di pietre e le tombe a camera, rinvenuti in tutta la Francia, apparvero per la prima volta durante questo periodo. Il più famoso sito megalitico francese sono gli Allineamenti di Carnac risalenti probabilmente al 3300 a.C.

## Calcolitico
Durante il calcolitico o età del rame, periodo di transizione fra il neolitico e l'età del bronzo, in Francia si svilupparono diverse culture.
La civiltà di Seine-Oise-Marne o SOM (3100-2400 a.C. circa) è il nome che gli archeologi danno alle manifestazioni culturali tardo-neolitiche nella Francia settentrionale, attorno all'Oise e alla Marna. Questa cultura è conosciuta soprattutto per delle tipiche sepolture megalitiche dette "a corridoio". Approssimativamente nella stessa epoca, la regione del Saintonge era occupata dalla cultura di Peu-Richard.
Attorno al 2500 a.C. la cultura di Artenac, anch'essa facente parte dell'esteso fenomeno megalitico europeo, si sviluppò nella regione della Dordogna, possibilmente come risposta all'avanzata dei popoli danubiani (come le genti SOM) nella Francia occidentale. Armati di frecce, gli artenaciani si espansero su tutta la Francia atlantica e il Belgio stabilendo un confine lungo il Reno con le popolazioni della ceramica cordata. 
Nel sud-est i gruppi della cultura di Fontbouisse costruirono mura difensive in pietra a protezione dei villaggi. Successivamente la cultura del vaso campaniforme si espanse in quasi tutta la Francia ad eccezione del Massiccio Centrale.

## Età del Bronzo

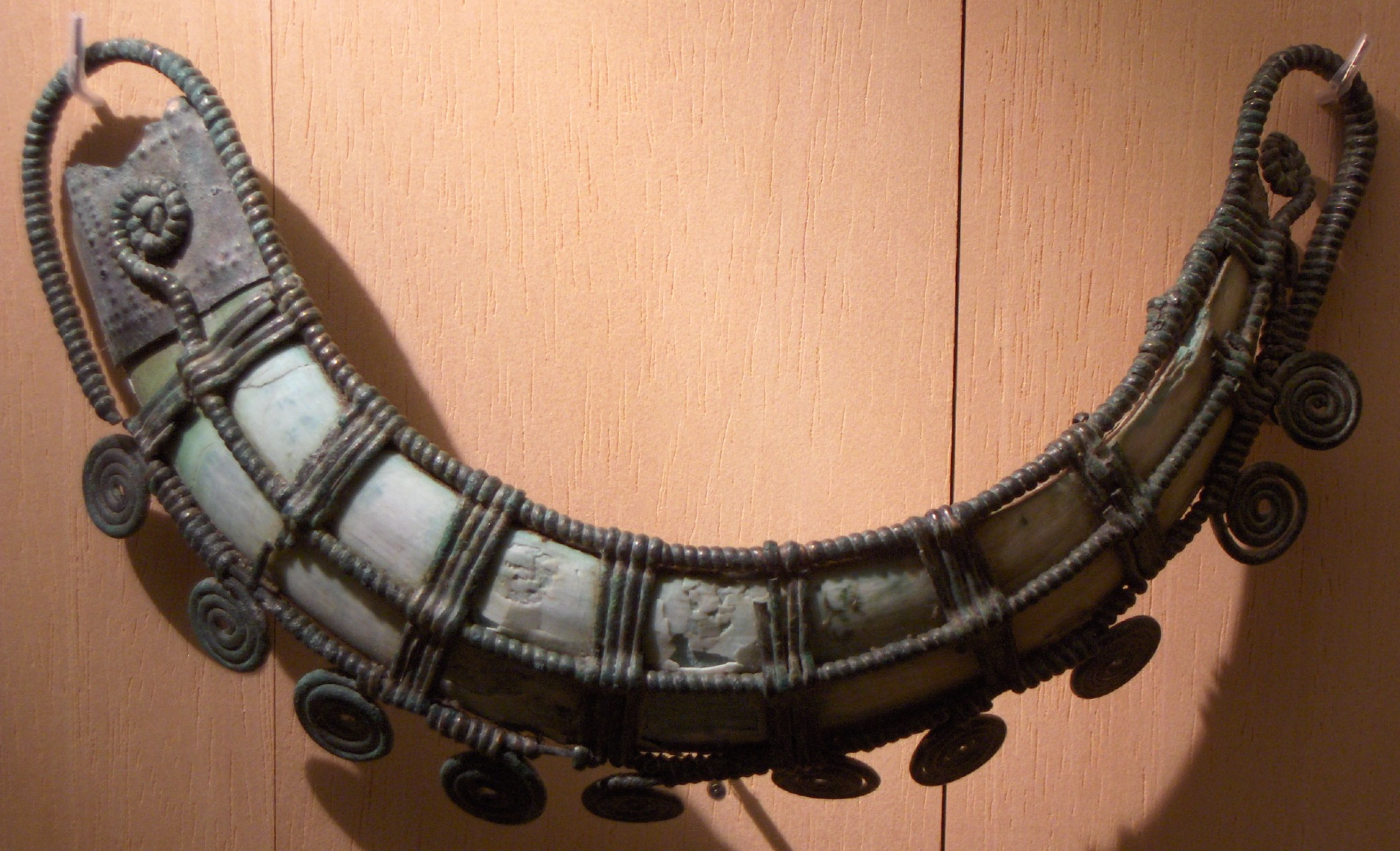
Gioiello dell'età del bronzo, Museo delle Antichità nazionali di Saint-Germain.

La prima età del bronzo francese è caratterizzata dalle fasi finali del campaniforme (epicampaniforme). I siti dell'età del bronzo della Bretagna si svilupparono probabilmente a partire da quelli campaniformi più influenze della cultura del Wessex e della cultura di Unetice.
Nella media (1600-1300 a.C.) e tarda età del bronzo (1300-1000 a.C.) si registrano influenze provenienti dall'Europa centrale rispettivamente della cultura dei tumuli e della cultura dei campi di urne, quest'ultima introduce il rito dell'incinerazione dei defunti nonché innovazioni tecnologiche e nuove pratiche agricole.

## Età del ferro
Nell'età del ferro si ebbe in Francia, così come in gran parte dell'Europa centrale, la diffusione della cultura di Hallstatt (700-500 a.C.) da parte delle popolazioni celtiche e della lavorazione del ferro. 
La cultura di Hallstatt venne succeduta dalla cultura di La Tène intorno al 450 a.C.. Coloni Greci originari di Focea si insediarono a partire dal 600 a.C. nella Francia del sud, dove fondarono Marsiglia.
Gli storici romani riferiscono che la Gallia (antico nome della Francia) era abitata da varie etnie, prevalentemente dai Galli, ma anche dai Belgi nel nord-est e dagli Aquitani nel sud-ovest.